# Clause
Clause [ˈklɔːz] ist die Wortgruppe im Satz, die aus einem finiten Verb (Personalform eines Verbs) und den von ihm abhängigen Wörtern besteht. Der Begriff wird in der Quantitativen Linguistik oft als leicht bestimmbare, annähernde Entsprechung zu und damit auch anstelle von Teilsatz verwendet.

## Beispiele zur Erläuterung
Ein Satz wie „Er soll möglichst schnell kommen, damit er seinen Eltern helfen kann“ enthält zwei Verben in der Personalform: „soll“ und „kann“; die beiden Infinitive  „kommen“ und „helfen“ spielen dabei keine Rolle. Der Beispielsatz besteht daher entsprechend der angegebenen Definition aus zwei Clauses, die in diesem Fall auch zwei Teilsätzen entsprechen, getrennt durch das Komma. 
Ein Satz wie „Er läuft ebenso schnell wie Inge und keucht hörbar“ besteht ebenfalls aus zwei Clauses (finite Verben: „läuft“ und „keucht“), die aber nicht beide selbständige Teilsätze sind. 
Die Begriffe „Clause“ und „Teilsatz“ decken sich also nicht ganz. Ein vollständiger Satz, der nur ein finites Verb enthält, enthält nur eine Clause, muss aber nicht mit dieser identisch sein: „Uhu, Uhu, bist das denn du?“ enthält über die Clause hinaus noch zwei Vorkommen von „Uhu“.

## Bedeutung des Begriffs
Clause wird in der Quantitativen Linguistik ebenso wie in der Quantitativen Stilistik als Einheit genutzt, um die Länge von Sätzen (Satzlänge) zu bestimmen und Textsorten hinsichtlich der durchschnittlichen Clauselängen zu unterscheiden. Außerdem wird der Begriff genutzt, um Sprachgesetze zu erforschen; eines davon betrifft den Zusammenhang zwischen der Satzlänge und der Clauselänge, eine Spezifizierung des Menzerathschen Gesetzes.